# Patto di non aggressione estone-sovietico
Il patto di non aggressione tra Estonia e Unione Sovietica era un accordo bilaterale firmato tra i due Paesi il 4 maggio 1932.

## Contesto storico e ratifica
All'indomani della prima guerra mondiale, nel 1918, gli stati baltici avevano ottenuto l'indipendenza. Già qualche anno più tardi, Estonia, Lettonia e Lituania avevano stipulato degli accordi in date diverse che lasciavano trapelare intenzioni pacifiche da parte di Mosca:
- Estonia, trattato di Tartu del 2 febbraio 1920[3]
- Lituania, trattato di pace sovietico-lituano del 12 luglio 1920[3]
- Lettonia, trattato di Riga dell'11 agosto 1920[3]

In questi accordi, la Russia bolscevica rinunciava "per l'eternità" a qualsiasi rivendicazioni sui tre stati e i loro abitanti che in precedenza erano cittadini russi (poiché essi facevano parte dell'ex Impero russo, dissoltosi a seguito della rivoluzione del 1917).
Un nuovo trattato tra Estonia e Unione Sovietica catalogabile come patto di non aggressione fu ratificato dal parlamento dell'Estonia il 29 luglio 1932, da quello dell'Unione Sovietica il 5 agosto 1932 ed entrò in vigore il 18 agosto dello stesso anno e aveva una durata triennale. Il patto conferiva la facoltà per le parti di segnalare alla comunità internazionale fino a 6 mesi prima della scadenza eventuali atti di aggressioni commessi contro qualsiasi Stato terzo. Se non si provvedeva a notificare comportamenti ritenuti lesivi ai sensi del diritto internazionale, la durata del patto veniva prolungata automaticamente per due anni e a tempo indeterminato. Il patto fu prolungato fino al 31 dicembre 1945, dopo essere stato sottoscritto una seconda volta dopo la ratifica il 4 aprile 1934 e una terza il 28 settembre 1939.

## Contenuti
I principali termini del trattato erano:
- Art. 1: Ciascuna parte rispetta i confini reciproci, stabiliti dal trattato di Tartu,[6] e non deve violarli.
- Art. 2: Ciascuna parte si impegna a non formare una coalizione l'una contro l'altra, a stringere un'alleanza l'una contro l'altra o ad effettuare embarghi a scopo politico o economico.